# Mellilä
Mellilä este o fostă comună din Finlanda.